# A Billboard 200 lista első helyezettjei 2016-ban

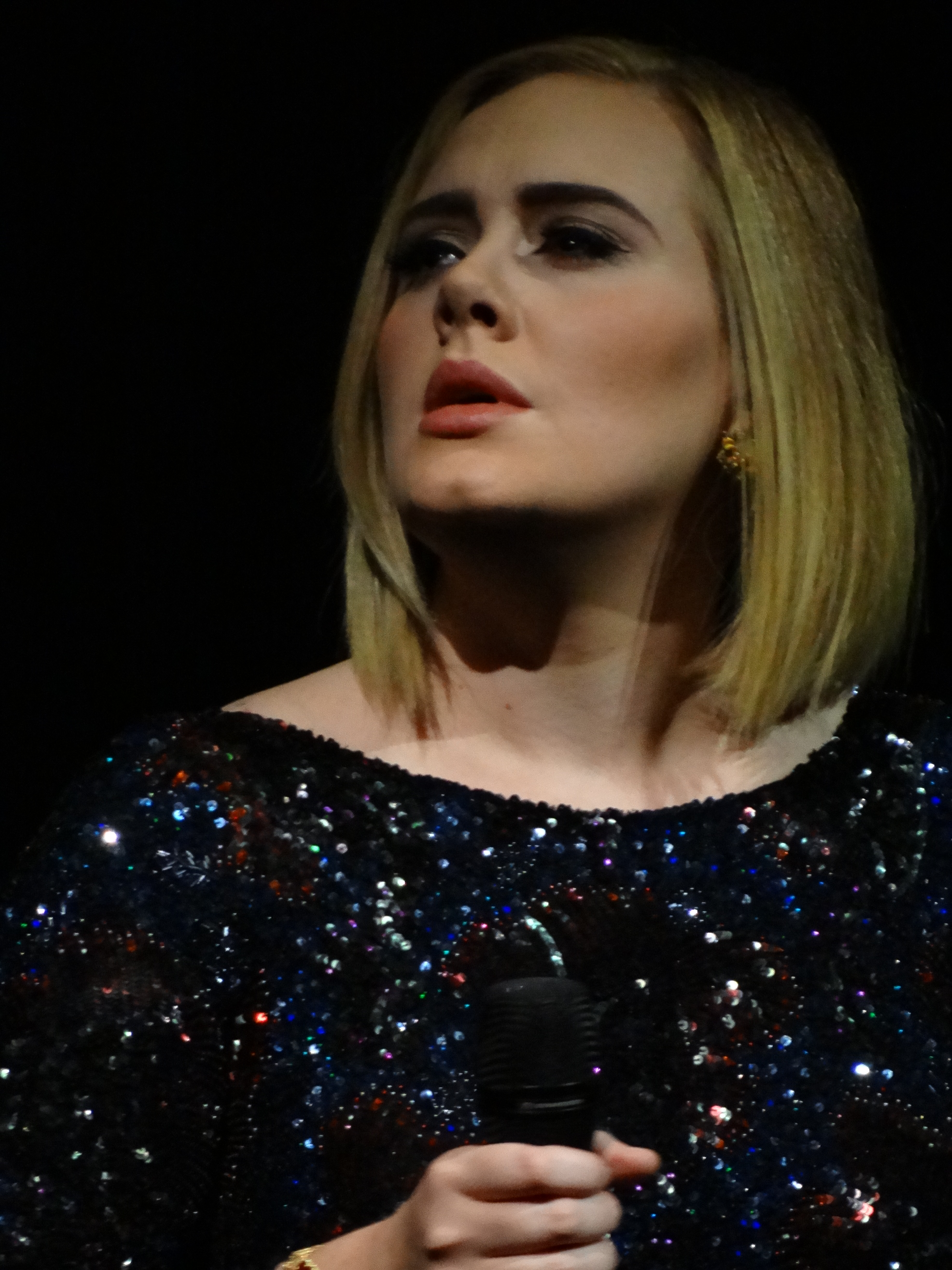
Adele (a képen) angol énekesnő harmadik stúdióalbuma, a 25 az év legkelendőbb lemeze volt és összesen hét hetet töltött a Billboard 200 lista élén az év folyamán.

A következő albumok értek el első helyezést az Egyesült Államok Billboard 200 elnevezésű listáján 2016-ban. A listán az Amerikában legjobban teljesítő albumok és középlemezek kapnak helyet, melyet a Billboard magazin tesz közzé. Az adatokat a Nielsen SoundScan gyűjti össze az egyes albumok fizikai és digitális eladásai, az on-demand szolgáltatások és a lemezen található dalok digitális eladásai alapján.

## Lista

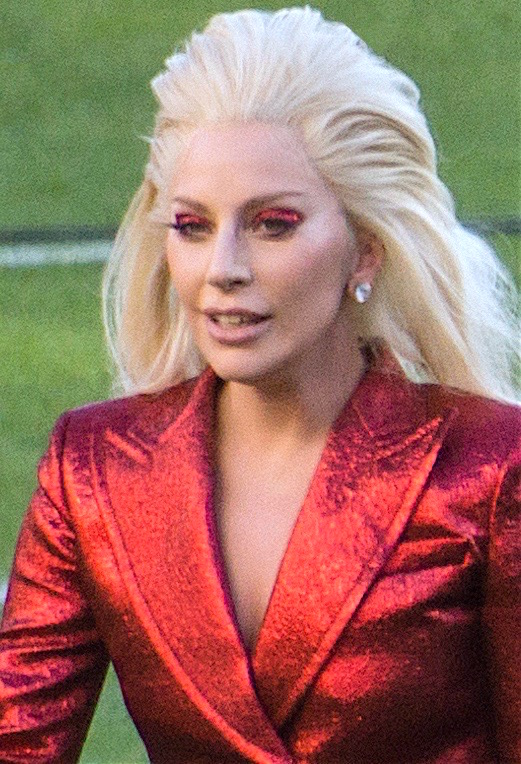
Lady Gaga (a képen) ötödik stúdióalbuma, a Joanne az első helyen debütált, ezzel Gaga lett az évtized első női előadója, aki négy listavezető albumot adott ki.

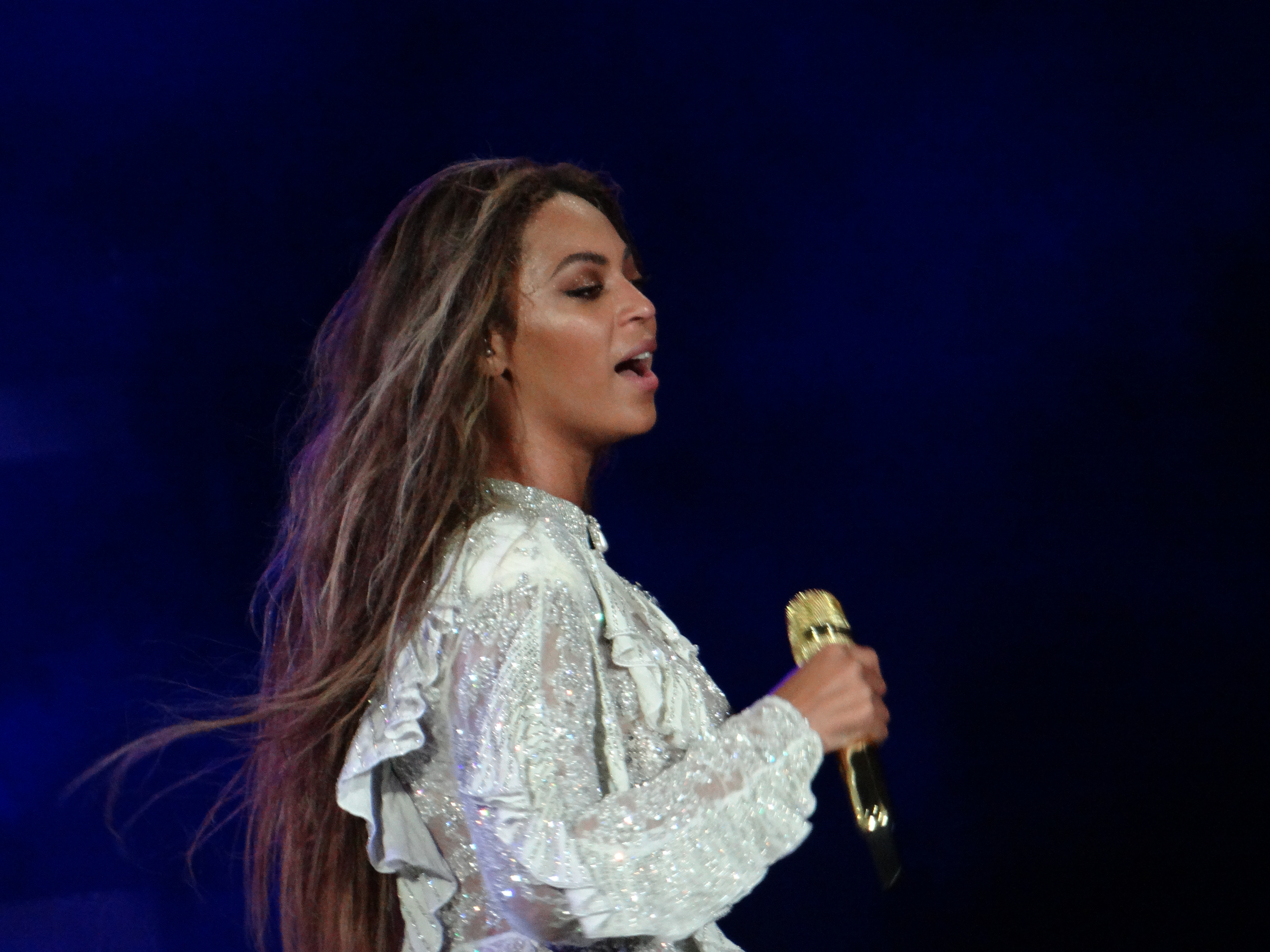
Beyoncé (a képen) hatodik stúdióalbuma, a Lemonade első helyezett lett, ezzel az énekesnő megszerezte karrierje hatodik listavezető pozícióját a listán.

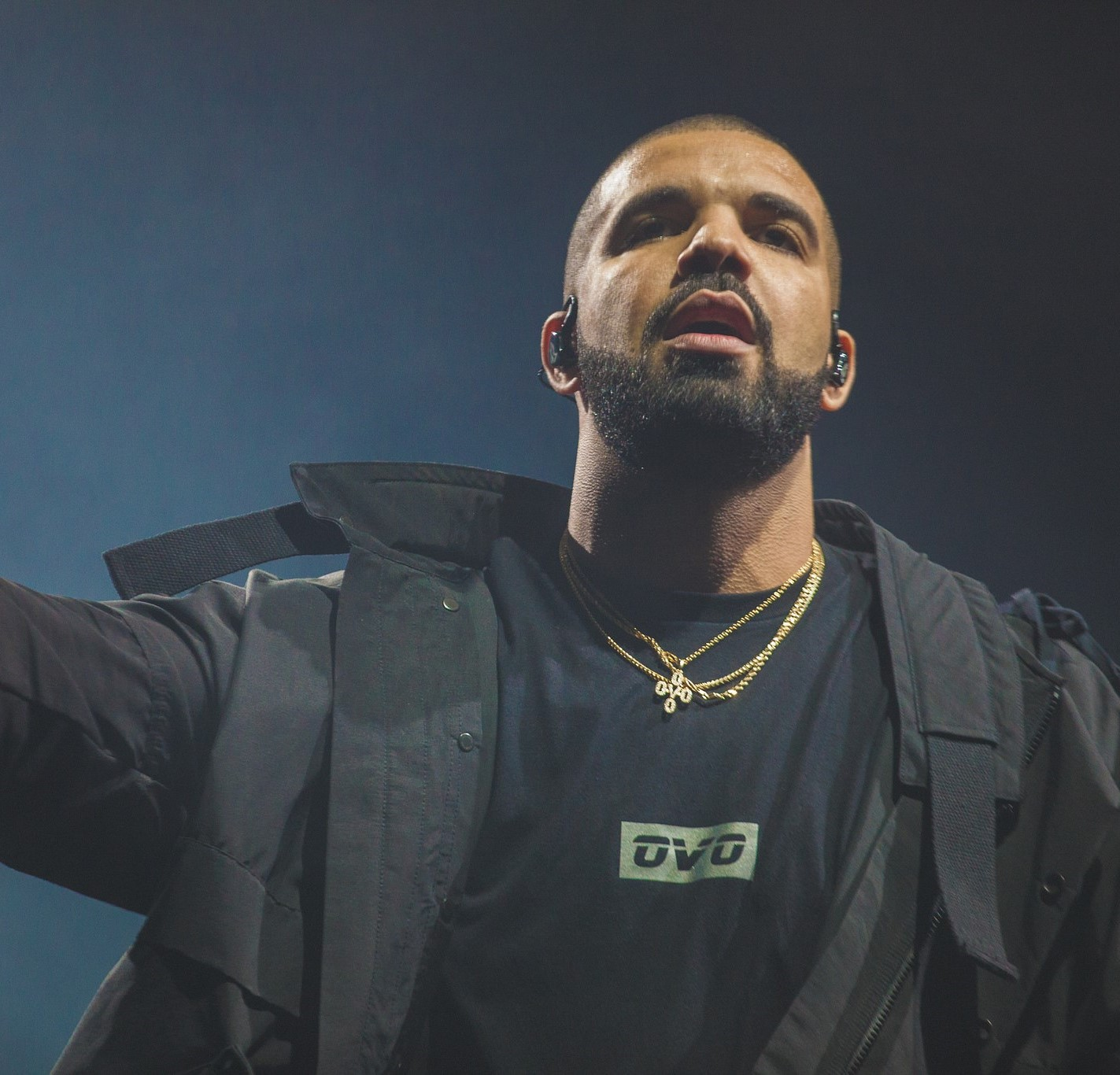
Drake (a képen) Views című lemezével megszerezte karrierje hatodik listavezető pozícióját. A Views az év második legkelendőbb lemeze volt.

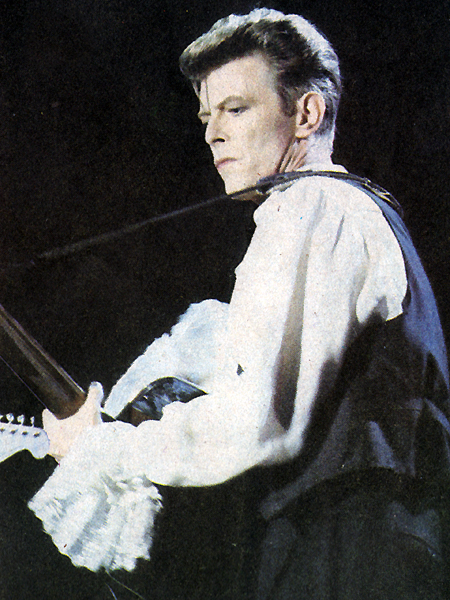
David Bowie (a képen) huszonötödik és egyben utolsó stúdióalbuma, a Blackstar az énekes halála után érte el a Billboard 200 lista csúcsát.

| Best performing album of 2016 | A legjobban teljesítő albumot jelzi 2016-ban |

| Kiadás dátuma  | Album                                                                   | Előadó(k)            | Forrás |
| -------------- | ----------------------------------------------------------------------- | -------------------- | ------ |
| Január 2.      | 25                                                                      | Adele                | [ 2 ]  |
| Január 9.      | 25                                                                      | Adele                | [ 3 ]  |
| Január 16.     | 25                                                                      | Adele                | [ 4 ]  |
| Január 23.     | 25                                                                      | Adele                | [ 5 ]  |
| Január 30.     | Blackstar                                                               | David Bowie          | [ 6 ]  |
| Február 6.     | Death of a Bachelor                                                     | Panic! at the Disco  | [ 7 ]  |
| Február 13.    | 25                                                                      | Adele                | [ 8 ]  |
| Február 20.    | Anti                                                                    | Rihanna              | [ 9 ]  |
| Február 27.    | Evol                                                                    | Future               | [ 10 ] |
| Március 5.     | 25                                                                      | Adele                | [ 11 ] |
| Március 12.    | 25                                                                      | Adele                | [ 12 ] |
| Március 19.    | I Like It When You Sleep, for You Are So Beautiful yet So Unaware of It | The 1975             | [ 13 ] |
| Március 26.    | untitled unmastered.                                                    | Kendrick Lamar       | [ 14 ] |
| Április 2.     | Anti                                                                    | Rihanna              | [ 15 ] |
| Április 9.     | This Is What the Truth Feels Like                                       | Gwen Stefani         | [ 16 ] |
| Április 16.    | Mind of Mine                                                            | Zayn                 | [ 17 ] |
| Április 23.    | The Life of Pablo                                                       | Kanye West           | [ 18 ] |
| Április 30.    | Cleopatra                                                               | The Lumineers        | [ 19 ] |
| Május 7.       | The Very Best of Prince                                                 | Prince               | [ 20 ] |
| Május 14.      | Lemonade                                                                | Beyoncé              | [ 21 ] |
| Május 21.      | Views                                                                   | Drake                | [ 22 ] |
| Május 28.      | Views                                                                   | Drake                | [ 23 ] |
| Június 4.      | Views                                                                   | Drake                | [ 24 ] |
| Június 11.     | Views                                                                   | Drake                | [ 25 ] |
| Június 18.     | Views                                                                   | Drake                | [ 26 ] |
| Június 25.     | Views                                                                   | Drake                | [ 27 ] |
| Július 2.      | Views                                                                   | Drake                | [ 28 ] |
| Július 9.      | Views                                                                   | Drake                | [ 29 ] |
| Július 16.     | Views                                                                   | Drake                | [ 30 ] |
| Július 23.     | California                                                              | Blink-182            | [ 31 ] |
| Július 30.     | Views                                                                   | Drake                | [ 32 ] |
| Augusztus 6.   | Views                                                                   | Drake                | [ 33 ] |
| Augusztus 13.  | Views                                                                   | Drake                | [ 34 ] |
| Augusztus 20.  | Major Key                                                               | DJ Khaled            | [ 35 ] |
| Augusztus 27.  | Suicide Squad: The Album                                                | Soundtrack           | [ 36 ] |
| Szeptember 3.  | Suicide Squad: The Album                                                | Soundtrack           | [ 37 ] |
| Szeptember 10. | Blonde                                                                  | Frank Ocean          | [ 38 ] |
| Szeptember 17. | Encore: Movie Partners Sing Broadway                                    | Barbra Streisand     | [ 39 ] |
| Szeptember 24. | Birds in the Trap Sing McKnight                                         | Travis Scott         | [ 40 ] |
| Október 1.     | They Don't Know                                                         | Jason Aldean         | [ 41 ] |
| Október 8.     | Views                                                                   | Drake                | [ 42 ] |
| Október 15.    | Illuminate                                                              | Shawn Mendes         | [ 43 ] |
| Október 22.    | A Seat at the Table                                                     | Solange              | [ 44 ] |
| Október 29.    | Revolution Radio                                                        | Green Day            | [ 45 ] |
| November 5.    | Walls                                                                   | Kings of Leon        | [ 46 ] |
| November 12.   | Joanne                                                                  | Lady Gaga            | [ 47 ] |
| November 19.   | Trap or Die 3                                                           | Jeezy                | [ 48 ] |
| November 26.   | This House Is Not for Sale                                              | Bon Jovi             | [ 49 ] |
| December 3.    | We Got It from Here... Thank You 4 Your Service                         | A Tribe Called Quest | [ 50 ] |
| December 10.   | Hardwired... to Self-Destruct                                           | Metallica            | [ 51 ] |
| December 17.   | Starboy                                                                 | The Weeknd           | [ 52 ] |
| December 24.   | The Hamilton Mixtape                                                    | Various Artists      | [ 53 ] |
| December 31.   | 4 Your Eyez Only                                                        | J. Cole              | [ 54 ] |